# Paul Vecchiali

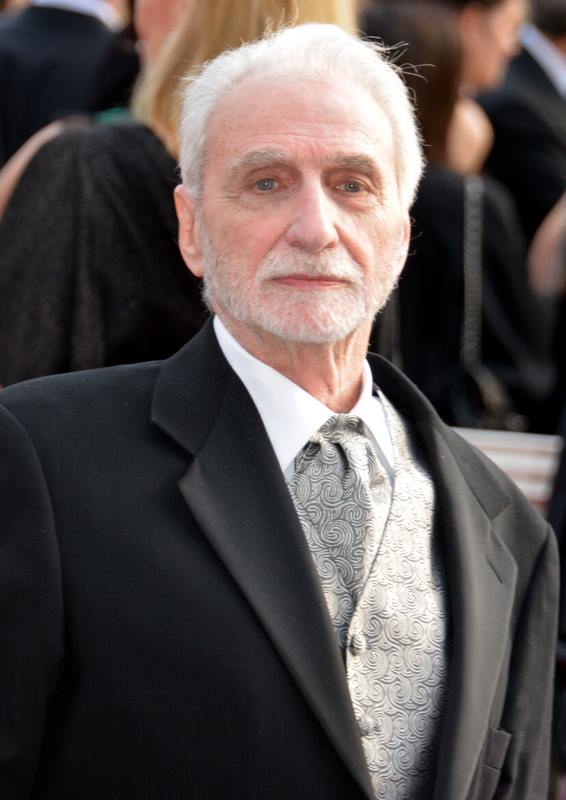
Paul Vecchiali bei den Internationalen Filmfestspielen von Cannes 2016

Paul Vecchiali (geboren am 28. April 1930 in Ajaccio; gestorben am 18. Januar 2023 in Gassin) war ein französischer Filmregisseur und Schriftsteller.

## Leben
Geboren in Ajaccio auf Korsika, lebte Paul Vecchiali als Kind in den 1930er und frühen 1940er Jahren in Toulon. Seine Mutter arbeitete als Lehrerin, seinem Vater wurde nach Kriegsende Kollaboration mit den deutscher Besetzern Frankreichs vorgeworfen. Vecchiali hat wiederholt als erstes prägendes Kinoerlebnis den Film Mayerling von Anatole Litvak genannt, den er im Alter von sechs Jahren gesehen habe. Schon damals habe er seiner Mutter gegenüber spontan den Wunsch geäußert, auch einmal Filmemacher zu werden. Ende der 1940er Jahre – also im Alter von ungefähr achtzehn Jahren – besuchte er als junger Enthusiast Dreharbeiten in den Studios de la Victorine in Nizza. Es folgte ein Studium an der École polytechnique, und 1961 konnte Vecchiali schließlich seinen ersten, allerdings verloren gegangenen Film realisieren.
Nach dem Kurzfilm Les roses de la vie aus 1962 wurde dann 1967 Les Ruses du diable zum Langfilmdebüt von Vecchiali. Sein Werk als Regisseur umfasst mehr als 40 Kino- und mehr als 20 TV-Filme. Auch am Theater führte er einige Male Regie. Zu den Schauspielerinnen und Schauspielern, die Vecchiali immer wieder in seinen Filmen einsetzte, zählen Hélène Surgère und seine sieben Jahre ältere Schwester Sonia Saviange sowie Nicolas Silberg und Pascal Cervo. 1983 gelang es ihm, als Hauptdarstellerin seines Films En haut des marches Danielle Darrieux zu gewinnen, die er in der Rolle der Mary Vetsera in Litvaks Mayerling schon bewundert hatte, als er selbst noch ein Kind war.
1976 gründete Vecchiali gemeinsam mit zwei weiteren Gesellschaftern die Filmproduktionsfirma „Diagonale“. Sie bestand bis 1998 und produzierte neben Vecchialis eigenen u. a. Filme von Jean-Claude Biette, Marie-Claude Treilhou und Jean-Claude Guiguet. Auch Straub-Huillets Kurzfilm En rachâchant entstand in Ko-Produktion mit „Diagonale“.
Neben seinem cineastischen hat Vecchiali auch ein schriftstellerisches Werk geschaffen. Er ist Autor mehrerer belletristischer, meist autobiographisch angelegter Bücher und auch mehrerer Sachbücher. Als „gewichtigstes“ dieser Sachbücher ist hier zu nennen seine mit Unterstützung von 20 Redakteuren erstellte, zweibändige L'Encinéclopédie: Cinéastes "français" des années 1930 et leur oeuvre – ein Werk von mehr als 1500 Seiten, in dem insgesamt 316 Filmemacher porträtiert werden, die Filme im Frankreich der 1930er Jahre produziert haben.

## Filmografie (Auswahl)

### Regisseur
- 1972: Der Würger mit dem weißen Schal (L’Étrangleur)
- 1974: Femmes femmes
- 1975: Change pas de main
- 1979: Corps à cœur
- 1983: En haut des marches
- 1986: Rosa la Rose – Liebe wie ein Keulenschlag (Rosa la rose, fille publique)
- 1988: Encore (Once More)
- 1995: Die Zärtlichkeit des Tigers (Wonderboy)

### Darsteller
- 1965: Das Glück (Le Bonheur)

### Zeitzeuge
- 1995: Die Welt ist ein Chanson – Das Universum des Jacques Demy (L'Univers de Jacques Demy)

### Koproduzent
- 1975: Jeanne Dielman[7]

## Schriften (Auswahl)
- L'Encinéclopédie: Cinéastes "français" des années 1930 et leur oeuvre. Les Éditions de l’Œil, Montreuil 2010, ISBN 978-2-35137-094-0.

## Auszeichnungen

### Ehrungen
- 2019: Officier des Ordre des Arts et des Lettres[8]
- 2021: Das Pariser Kino „Grand Action“ benennt seinen dritten Raum „Salle Paul Vecchiali“[9]

### Filmpreise
- 1988: Bei den 45. Internationalen Filmfestspielen von Venedig wurde Vecchialis Film Encore mit dem „Filmcritica Bastone Bianco Award“ ausgezeichnet.[10]
- 2017: Bei der 41. Mostra Internacional de Cinema de São Paulo wurde Vecchiali neben Alain Tanner und dem brasilianischen Schauspieler Paulo José mit einem „Prêmio Leon Cakoff“ ausgezeichnet.[11]